# الانتخابات البرلمانية العراقية 1996
أجريت الانتخابات البرلمانية في العراق في 24 مارس 1996. وقد تنافس في الانتخابات 689 مرشحا، على الرغم من أن 30 عضوا من أعضاء البرلمان تم تعيينهم لتمثيل كردستان العراق. وكانت النتيجة نصرا لحزب البعث الذي حصل على 161 مقعدا من أصل 250 مقعدا. وأفيد أن نسبة مشاركة الناخبين بلغت 93.5 في المائة.
وقد «وافقت لجنة يرأسها وزير العدل مسبقا على جميع المرشحين».

## النتائج
| الحزب                            | الحزب                       | الأصوات   | % | المقاعد | +/–  |
| -------------------------------- | --------------------------- | --------- | - | ------- | ---- |
|                                  | حزب البعث                   |           |   | 161     | –46  |
|                                  | المستقلين وأحزاب الكتلة     |           |   | 83      | +40  |
|                                  | الحزب الديمقراطي الكردستاني |           |   | 3       | جديد |
|                                  | الحزب الثوري الكردستاني     |           |   | 2       | جديد |
|                                  | الحزب الشيوعي العراقي       |           |   | 1       | جديد |
| الأصوات الباطلة/الفارغة          | الأصوات الباطلة/الفارغة     |           | – | –       | –    |
| المجموع الكلي                    | المجموع الكلي               | 7,480,000 |   | 250     | 0    |
| المصدر: الاتحاد البرلماني الدولي |                             |           |   |         |      |